# مسلك هوائي اصطناعي
المسلك الهوائي الاصطناعي هو إحدى التقنيات أو الأدوات الطبية التي يهدف استخدامها إلى تزويد المريض الذي لا يستطيع التحكم في المجرى الهوائي لديه لأسبابٍ مرضية مختلفة بمجرى أو مسلك هوائي اصطناعي مفتوح.

## مسلك هوائي أنفي بلعومي
المسلك الهوائي الأنفي البلعومي، والمعروف اختصارًا بـإن بي أيه أو البوق الأنفي وذلك لنهايته التي تتخذ شكل البوق، هو نوع من المسلك الهوائي الملحق على شكل أنبوب مصُمم ليدخل في الممر الهوائي الأنفي لتوفير مسلك هوائي مفتوح. فعندما يغيب المريض عن الوعي ترتخي عضلات الفك لدرجة قد تسمح للسان بالرجوع للخلف وسد المسلك الهوائي. والغرض من وراء جعل نهاية الأنبوب على شكل بوق هو الحيلولة دون أن تضل الأداة طريقها داخل رأس المريض.

## مسلك هوائي فموي بلعومي
المسلك الهوائي الفموي البلعومي (المعروف أيضا باسم المسلك الهوائي الفموي أو نموذج جويدل للمسلك الهوائي واختصاره أو بي أيه)، هو أداة طبية تسمى بـالمسلك الهوائي الملحق ويستخدم لتوفير مسلك هوائي واضح (مفتوح). وذلك من خلال منع اللسان من تغطية لسان المزمار الأمر الذي من شأنه إعاقة تنفس الإنسان. لأنه حينما يفقد الإنسان وعيه ترتخي عضلات الفك وتسمح للسان بإعاقة المسلك الهوائي.

## الأنبوب الرغامي
الأنبوب الرغامي (داخل القصبة الهوائية) هو أنبوب يتم إدخاله عبر الفم أو الأنف وحتى القصبة الهوائية وتثبيته لتوفير مسلك هوائي مفتوح للإنسان. وتُسمى طريقة وضع الأنبوب الرغامي بالتنبيب وطريقة إزالته بنزع الأنبوب.

## بضع الغضروف الحلقي الدرقي
بضع الغضروف الحلقي الدرقي - قد يضطر الشخص الذي يحتاج إلى التحكم في المسلك الهوائي بصورة طارئة ولم يفلح معه تنبيب الأنبوب الرغامي المعالِج إلى إدخال مسلك هوائي عن طريق فتحة جراحية في الغشاء الحلقي الدرقي. ولا يتم بضع الغضروف الحلقي الدرقي إلا في حالات الطوارئ، ويمكن أن يتم ذلك بطريق الجلد على يد معالج الجهاز التنفسي أو الطبيب أو المسعف، أو جراحيًا على يد معالج الجهاز التنفسي أو الطبيب.

## ثقب القصبة الهوائية
ثقب القصبة الهوائية - عندما يكون الإنسان في حاجة إلى تهوية ميكانيكية لعِدة أشهر أو يعاني من صعوبة في استخدام المسلك الهوائي لديه بشكل طبيعي، يمكن أن يكون ثقب القصبة الهوائية هو الحل الأكثر ملائمةً الذي يتيح دخولاً آمنًا إلى القصبة الهوائية. وثقب القصبة الهوائية هو مجرى جراحي في الرغامي. ويمكن تحمل أنابيب ثقب القصبة الهوائية بشكل جيد وفي أغلب الأحيان لا تتطلب تناول أدوية مسكنة. وقد يتم إدخال أنابيب ثقب القصبة الهوائية في مراحل مبكرة من العلاج لدى المرضى الذين يعانون من مرضٍ تنفسي حاد موجود من قبل أو المرضى الذين من المتوقع أن يواجهوا صعوبة في الانقطاع عن استخدام التهوية الميكانيكية، على سبيل المثال: المرضى المصابون بالارتخاء العضلي. وفي العادة الطبيب فقط هو الذي يقوم بعمل هذا الثقب.

## مسلك القناع الحنجري
مسلك القناع الحنجري هو مسلك هوائي يوضع داخل الفم ويثبت أعلى مزمار الحنجرة ويملأ بالهواء. ولا تدخل هذه الأنبوب إلى الرغامي.